# Аален (футбольный клуб)
«Аален» (VfR Aalen) — немецкий спортивный и футбольный клуб из одноимённого города, Баден-Вюртемберг. Кроме футбола действуют секции гимнастики, настольного тенниса и чирлидинга. Свои матчи команда проводит на Осталб-арене вместимостью 11 183 человека.

## История
Клуб был основан 8 марта 1921 года, выйдя из футбольной секции гимнастического клуба MTV Aalen, играл не очень удачно в нижних дивизионах немецкого футбола. В сезоне 1938/39 Аален вышел в Гаулигу «Вюртемберг», одну из 16 высших региональных лиг немецкого футбола в нацистской Германии. Они играли там до 1945, как правило, оставаясь в нижней половине таблицы.
После войны клуб объединился с Boxclub Aalen в 1950 году. Они попали в третий дивизион — Ландеслигу «Вюртемберг» и в 1951 году выиграли турнир, ставший называться Аматорлигой «Вюртемберг». После одного сезона 1951/52 во второй Оберлиге «Юг», они вернулись играть в III и IV лигах в течение следующих двух десятилетий. Клуб опустился играть на пару сезонов в конце 70-х в пятый дивизион. На рубеже нового тысячелетия «Аален» смог подняться в Региональную лигу «Юг» и играл на этом уровне с сезона 1999/2000. В сезоне 2007/08 клуб занял четвёртое место в Региональной лиге, которое квалифицировало их в новую Третью лигу.
По итогам сезона 2014/2015 клуб занял последнее место во Второй Бундеслиге и выбыл в Третью лигу.
По итогам сезона 2018/2019 команда заняла последнее место с 31 очком в Третьей лиге и вылетела в Региональную лигу.

## Фанаты
Поклонники «Аалена» враждуют с фанатами «Хайденхайма».